# Nesomyrmex tamatavensis
Nesomyrmex tamatavensis (лат.) — вид мелких муравьёв рода Nesomyrmex (Formicidae) из подсемейства Myrmicinae (Crematogastrini). Название происходит от французского имени города Туамасина (фр. Tamatave), центра района Ацинанана, где была собрана типовая серия.

## Распространение
Мадагаскар.

## Описание
Мелкие муравьи (длина около 3 мм) желтоватого цвета (самцы чёрные), похожие на представителей рода Leptothorax, обитающие в тропических лесах на высотах около 1100 м. Отличаются от близких видов длинными изогнутыми шипиками заднегруди, сглаженной (почти блестящей) спинной поверхностью головы, угловатыми плечевыми краями пронотума, длинным скапусом усика.
Усики 12-члениковые с булавой из 3 сегментов. Жвалы с 5 зубцами. Проподеум угловатый с двумя шипиками. Стебелёк между грудкой и брюшком состоит из двух члеников: петиолюса и постпетиолюса (последний четко отделен от брюшка), жало развито.
Вид был впервые описан в 2016 году американскими энтомологами Шандором Чёзем (Sándor Csősz) и Брайеном Фишером (Brian L. Fisher; Entomology, California Academy of Sciences, Сан-Франциско, Калифорния, США) по материалам из Мадагаскара. Включён в видовую группу Nesomyrmex sikorai, для которой характерно отсутствие шипиков на узелке петиоля, наличие шипиков на заднегрудке и метанотальная бороздка.